# Oedipoda schochi
Oedipoda schochi är en insektsart som beskrevs av Henri Saussure 1884. Oedipoda schochi ingår i släktet Oedipoda och familjen gräshoppor.

## Underarter
Arten delas in i följande underarter:
- O. s. monotona
- O. s. schochi